# Provincia de Bursa

Bursa İli es una de las ochenta y un provincias de Turquía, ubicada unos 100 km al sur de Estambul. Su capital es la ciudad de Bursa. 

## Características generales
Su territorio ocupa una superficie de 11.087 km², un área similar a la de la isla de Jamaica. Su población (2007) es de 4.439.876 lo cual arroja una densidad de población de 191,68 hab./km². En la ciudad de Bursa viven 2.979.999 personas

## División administrativa
Sus distritos (ilçeler) son Nilüfer, Yıldırım, Osman Gazi, Büyük Orhan, Gemlik, Gürsu, Harmancık, İnegöl, İznik, Karacabey, Kales, Kestel, Mudanya, Mustafa Kemal Paşa, Orhaneli, Orhangazi e Yenişehir.
Además de la capital, Bursa, antigua capital del Imperio otomano, la provincia alberga otras ciudades de importancia histórica como Iznik (Nicea). Otras ciudades importantes son Mudanya, Zeytindağ (Trilye) y Gemlik.

## Distritos
| - Büyükorhan - Gemlik - Gürsu - Harmancık - İnegöl - İznik - Karacabey - Keles - Kestel | - Mudanya - Mustafakemalpaşa - Nilüfer - Orhaneli - Orhangazi - Osmangazi - Yenişehir - Yıldırım |